# Proenderleinellus calva
Proenderleinellus calva ist eine Art der Tierläuse, die in Afrika bei Riesenhamsterratten wie der Emin-Riesenhamsterratte und der Gambia-Riesenhamsterratte parasitiert. Sie ist die einzige Art in der von Henry Ellsworth Ewing 1923 eingeführten Gattung Proenderleinellus. Ewing hatte nur ein einzelnes männliches Exemplar zur Verfügung und nannte die Art Proenderleinellus africanus. Dies war aber nur ein neueres Synonym für die bereits 1917 von James Waterston beschrieben Art Polyplax calva. Der neue Gattungsname wurde beibehalten und die Art in Proenderleinellus calva umbenannt.
Die mittelgroße Laus hat einen Fühler mit fünf Segmenten ohne Sexualdimorphismus. Das erste Beinpaar ist etwas schwächer entwickelt als das zweite und dritte. Alle tragen am unteren Ende eine Kralle. Paratergalplatten (Sklerotisierungen seitlich an den Tergiten) sind in den Segmenten 2 bis 8, Tracheenöffnungen sind an den Segmenten 3 bis 8 ausgebildet. Das häutige Abdomen hat weder Tergiten noch Sterniten. Die Abdominalsegmente tragen jeweils zwei rückenseitige und bauchseitige Borstenreihen, die jeweils auf einer kleinen sklerotisierten Platte sitzen. Die rückenseitigen Borsten sind bei Männchen fast vereinigt. Die thorakale Sternalplatte ist gut entwickelt.